# Mioxena
Genre
Mioxena est un genre d'araignées aranéomorphes de la famille des Linyphiidae.

## Distribution
Les espèces de ce genre se rencontrent en zones paléarctique et afrotropicale.

## Liste des espèces
Selon World Spider Catalog (version 16.5, 25/11/2015) :
- Mioxena blanda (Simon, 1884)
- Mioxena celisi Holm, 1968
- Mioxena longispinosa Miller, 1970

## Publication originale
- Simon, 1926 : Les arachnides de France. Synopsis générale et catalogue des espèces françaises de l'ordre des Araneae; 2e partie. Paris, vol. 6, p. 309-532.